# Titivillus Mostre Editoria
Titivillus Mostre Editoria casa editrice italiana interna al Teatrino dei Fondi, specializzata nell'editoria teatrale.

## Storia
Prende il nome di "Titivillus" dal diavolo che nel Medioevo si credeva lavorasse per indurre in errore i copisti; e che ebbe un ruolo importante nella commedia, specialmente nel teatro medievale inglese.
Ha sede nella frazione di Corazzano del comune di San Miniato in provincia di Pisa all'interno del Teatro Quaranthana.  È stata fondata nel 1995. Oggi possiede un catalogo di oltre 400 libri.
Pubblica opere di drammaturgia, cultura scenica, cinema, storia del teatro e critica teatrale.

## Riconoscimenti
- Premio della Critica ANCT (Associazione Nazionale dei Critici di Teatro)[2] (2006)[3] e (2012)[4]
- Targa al merito del Presidente della Repubblica (2013)
- Premio Speciale UBU (2016)[5]